# Saint-Georges-la-Pouge
Saint-Georges-la-Pouge är en kommun i departementet Creuse i regionen Nouvelle-Aquitaine i de centrala delarna av Frankrike. Kommunen ligger i kantonen Pontarion som tillhör arrondissementet Guéret. År 2022 hade Saint-Georges-la-Pouge 361 invånare.

## Befolkningsutveckling
Antalet invånare i kommunen Saint-Georges-la-Pouge
Referens:INSEE